# Volzendorf
Volzendorf (slaw. Dorf des Voltschek) ist ein Dorf in der Gemeinde Lemgow im Landkreis Lüchow-Dannenberg in Niedersachsen.
Es wurde ursprünglich von den Wenden als Rundling angelegt. Nach einem Großbrand im Jahre 1834 wurde es als Reihendorf mit Vierständerhäusern neu aufgebaut.
1935 gründete die damals selbständige Gemeinde zusammen mit der damaligen Gemeinde Predöhl die Freiwillige Feuerwehr; davor waren 18- bis 25-jährige Männer zum Feuerwehrdienst in der Pflichtfeuerwehr verpflichtet.
Bei der Gebiets- und Verwaltungsreform im Jahr 1972 wurde Volzendorf am 1. Juli in die neue Gemeinde Lemgow eingegliedert.
Im Ort gibt es ein sehr frühes Querdielenhaus aus dem Jahr 1834.

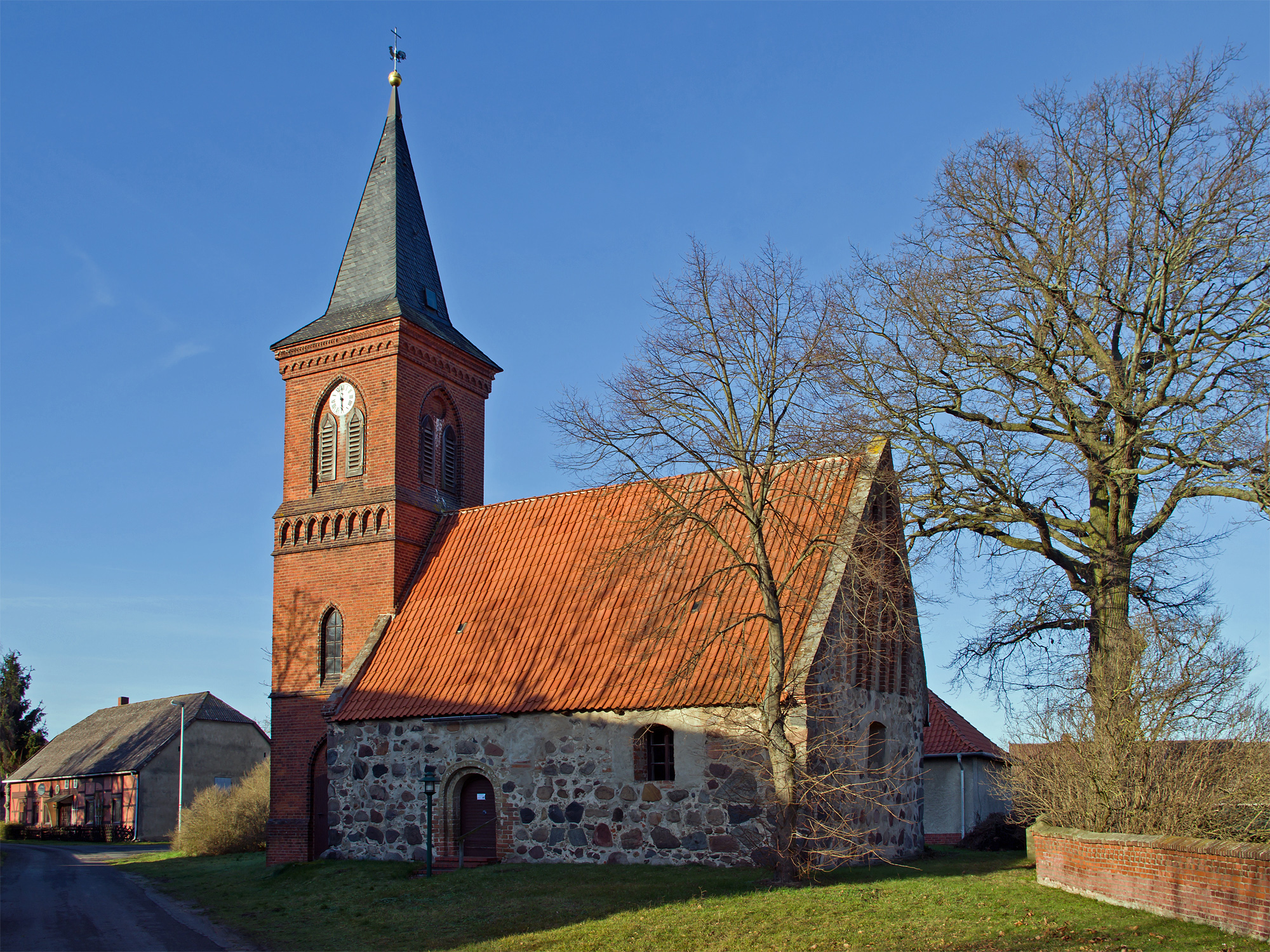
St.-Petri-Kapelle Volzendorf

Die evangelische Kapelle St. Petri wurde im 14. Jahrhundert errichtet.
Am südwestlichen Ortsrand von Volzendorf liegt das 530 ha große Naturschutzgebiet Lüchower Landgrabenniederung.